# LMG 120-DEH
LMG 120-DEH bezeichnet einen Schiffstyp von Doppelendfähren. Von dem Schiffstyp wurden vier Einheiten für die norwegische Reederei Norled gebaut.

## Geschichte
Die Schiffe wurden auf der Werft Gdańska Stocznia „Remontowa“ in Danzig für die Reederei Norled gebaut. Von dem Schiffstyp wurden am 11. Juli 2018 zunächst zwei Einheiten bestellt. Zwei weitere Einheiten wurden am 1. August 2018 bestellt. Der Schiffsentwurf stammte von LMG Marin in Bergen.
Die ersten beiden Fähren verkehren über den Storfjord im Verlauf der Europastraße 39 zwischen Festøya und Solavågen, die anderen beiden über den Sognefjord zwischen Mannheller und Fodnes.
Die Festøya als Typschiff wurde 2021 mit dem Shippax Award 2021 in der Rubrik „Ferry Design“ ausgezeichnet.

## Beschreibung
Die Schiffe sind mit einem Hybridantrieb aus Elektro- und dieselelektrischem Antrieb ausgerüstet. Im Normalbetrieb erfolgt der Antrieb elektrisch. An den beiden Enden der Fähren ist jeweils eine Propellergondel mit einem als Zugpropeller ausgelegten Festpropeller installiert, die von einer permanenterregten Gleichstrommaschine angetrieben werden. Die Elektromotoren werden aus den Lithium-Ionen-Akkumulatoren gespeist, die im Betrieb jeweils über ein Schnellladesystem am Anleger aufgeladen werden. Die Kapazität der Akkumulatoren beträgt bei den ersten beiden Fähren des Typs jeweils 1582 kWh. Bei den letzten beiden Fähren, die auf einer im Vergleich zu den ersten beiden Fähren kürzeren Strecke eingesetzt werden, beträgt die Kapazität der Akkumulatoren 1130 kWh.
Für den Notbetrieb stehen zwei von Scania-Dieselmotoren (Typ: DI16M) angetriebene Generatoren zur Verfügung. Die Dieselmotoren werden im Bedarfsfall mit Biodiesel angetrieben.
Die Schiffe verfügen über ein durchlaufendes Fahrzeugdeck mit fünf Fahrspuren. An beiden Enden befinden sich klappbare Rampen. Das Fahrzeugdeck ist im mittleren Bereich der Fähren überbaut. Auf einer Seite ist hier das Steuerhaus aufgesetzt. Die nutzbare Höhe auf dem Fahrzeugdeck beträgt 4,6 Meter, die maximale Achslast beträgt 13 t.
Unterhalb des Fahrzeugdecks sind ein Aufenthaltsraum für Passagiere sowie der Bereich für die Mannschaft eingerichtet. Auf den Fahrzeugdecks ist Platz für 120 Pkw. Die Passagierkapazität beträgt 296 bzw. 395 Personen.
An den Anlegern sind automatische Festmachersysteme installiert.

## Schiffe
| LMG 120-DEH | LMG 120-DEH | LMG 120-DEH | LMG 120-DEH                                        | LMG 120-DEH       |
| Bauname     | Baunummer   | IMO-Nummer  | Kiellegung Stapellauf Ablieferung                  | Strecke           |
| ----------- | ----------- | ----------- | -------------------------------------------------- | ----------------- |
| Festøya     | 619/1       | 9863132     | 29. November 2018 25. September 2019 24. Juni 2020 | Festøya–Solavågen |
| Solavågen   | 619/2       | 9863144     | 19. Dezember 2018 20. Februar 2020 13. August 2020 | Festøya–Solavågen |
| Mannheller  | 619/3       | 9865386     | 2. Juli 2019 31. März 2020 12. November 2020       | Mannheller–Fodnes |
| Fodnes      | 619/4       | 9865398     | 15. Juli 2019 24. Juli 2020 3. Februar 2021        | Mannheller–Fodnes |

Die Schiffe fahren unter norwegischer Flagge, Heimathafen ist Stavanger.